# フランソワ (コンティ公)

コンティ公フランソワ・ド・ブルボンの紋章

フランソワ・ド・ブルボン（フランス語：François de Bourbon, 1558年8月19日 - 1614年8月3日）は、コンデ公ルイ1世とその最初の妃エレオノール・ド・ロワイエの三男。コンティ公位を与えられ、1581年から1597年にかけてプランスの身分に昇格した。コンティ公の称号は名誉的なものであり、領土に対する権利を持たなかった。

## 生涯
フランソワはイル＝ド＝フランスのラ・フェルテ＝スー＝ジュアールで生まれた。ブルボン家の分家の一員であり、従兄弟は後のフランス王アンリ4世であった。プロテスタントの家庭で育ち、母エレオノールは1564年に亡くなり、続いて1569年に父ルイ1世も亡くなった。父親は1565年に再婚したフランソワーズ・ドルレアン＝ロングヴィルとの間に3人の子供がいたが、シャルル・ド・ブルボン＝ソワソンのみ成人した。
カトリックに属していたフランソワは、ギーズ公アンリ1世に対する不信感から同盟に反対し、従兄弟であるナバラ王アンリ（後のアンリ4世）を支持することを宣言する1587年まで、ユグノー戦争には参加していなかったようである。
1589年にアンリ3世が殺害された後、フランソワはアンリ4世を王として認める宣言書に署名した2人の王族のうちの1人であり、1590年のブルボン枢機卿シャルル1世の死後には自身も王位候補として挙げられていたにもかかわらず、アンリ4世を支持し続けた。
フランソワの最初の妃は、ボンネターブルの女子相続人ジャンヌ・ド・コエムであった。ジャンヌはモンタフィエ伯との最初の結婚でアンヌ・ド・モンタフィエを産んでいた。フランソワとジャンヌは1581年12月17日にルーヴル宮殿で結婚式を挙げたが、ジャンヌは子供を産まずに1601年に亡くなった。1605年7月24日、ギーズ公アンリ1世とカトリーヌ・ド・クレーヴの娘ルイーズ・マルグリット・ド・ロレーヌ（1588年 - 1631年）と結婚した。夫婦はムードン城で結婚式を挙げた。フランソワは1614年に死去し、一人娘マリーも生後3週間で1610年に先に亡くなっていたため、コンティ公の称号は1614年のフランソワの死後断絶した。
フランソワにはグラモン修道院長ニコラ・デ・コンティ（1648年没）という私生児がいた。
未亡人となったルイーズ・マルグリットはマリー・ド・メディシスの好意を得て領地を与えられ、密かにフランソワ・ド・バッソンピエールと結婚した。バッソンピエールはリシュリュー枢機卿に対する陰謀に加わったが、陰謀が明らかとなると、リシュリューはルイーズ・マルグリットをアミアン近郊のウーにある領地に追放し、ルイーズ・マルグリットはそこで亡くなった。

## 子女
- マリー（1610年3月8日 - 1610年3月20日） - 早世